# Chimelong Paradise
Pour les articles homonymes, voir Chimelong (homonymie).
 (avril 2016).
Si vous disposez d'ouvrages ou d'articles de référence ou si vous connaissez des sites web de qualité traitant du thème abordé ici, merci de compléter l'article en donnant les références utiles à sa vérifiabilité et en les liant à la section « Notes et références ».
Chimelong Paradise (chinois : 长隆欢乐世界) est un parc d'attractions situé dans le district de Panyu, à Canton, dans la province de Guangdong, en République populaire de Chine. Il fait partie du complexe de loisirs Guangzhou Chimelong Tourist Resort, exploité par le Chimelong Group, une société de tourisme chinoise qui exploite également d' autres attractions, notamment le Chimelong Ocean Kingdom, Chimelong Safari Park et Chimelong International Circus.

## Histoire
Ouvert le 12 avril 2006, Chimelong Paradise est dirigé par la société de tourisme Chimelong Group.
En 2009, le canton de Guangzhou abrite le Chimelong Group, un trio de parcs de loisirs, en l'occurrence un parc safari, un parc d'attractions et un parc aquatique. Ce dernier, Chimelong Water Park, est le parc aquatique le plus populaire de Chine. Le site propose aussi un complexe hôtelier avec un hôtel de 1 200 chambres ainsi que d'autres installations, le tout dans une moindre mesure que les propriétés à Orlando, en Floride.
En 2014, la société Chimelong Group entre à la 9e place des dix plus importantes sociétés de parcs de loisirs. Avec une augmentation de 59,9 %, le nombre de touristes du groupe passe de 11 672 000 visiteurs en 2013 à 18 659 000 en cette année.

## Les attractions

### Montagnes russes
| Nom de l'attraction         | Type                                              | Constructeur         | Année d'ouverture |
| --------------------------- | ------------------------------------------------- | -------------------- | ----------------- |
| 10 Inversion Roller Coaster | Montagnes russes assises                          | Intamin              | 2006              |
| Dive Coaster                | Machine plongeante sans sol Méga montagnes russes | Bolliger & Mabillard | 2008              |
| Sky Rocket                  | Montagnes russes assises/Sky Rocket               | Premier Rides        | 2017              |
| Young Star Coaster          | Montagnes russes junior                           | Mack Rides           | 2010              |

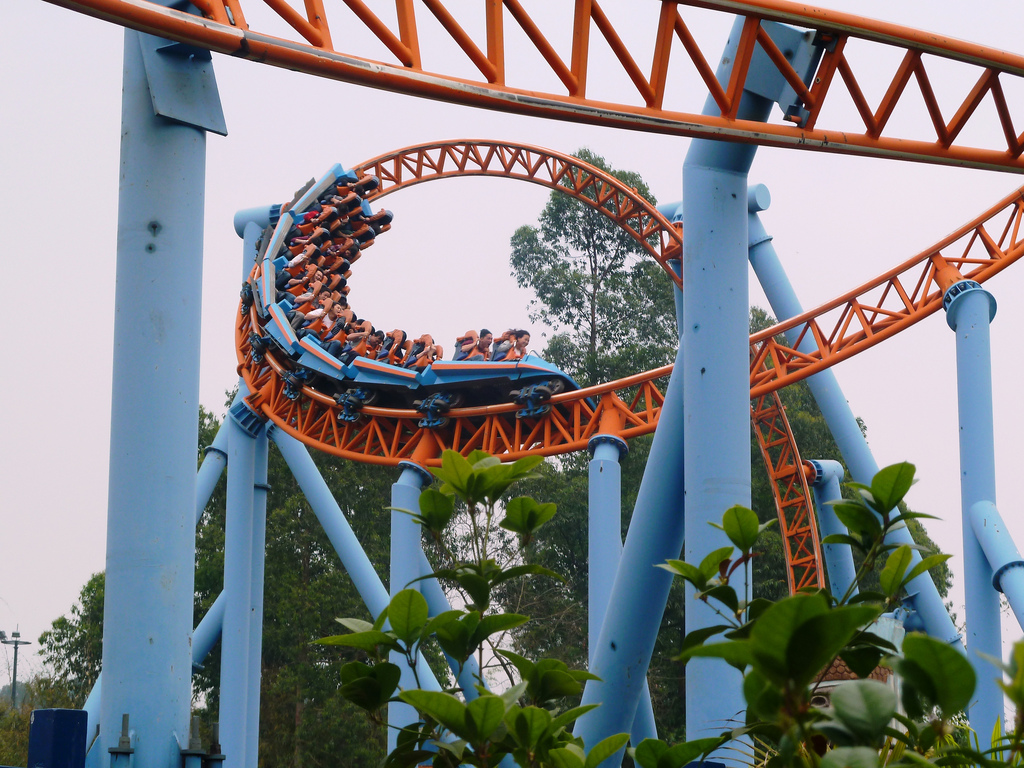
10 Inversion Roller Coaster
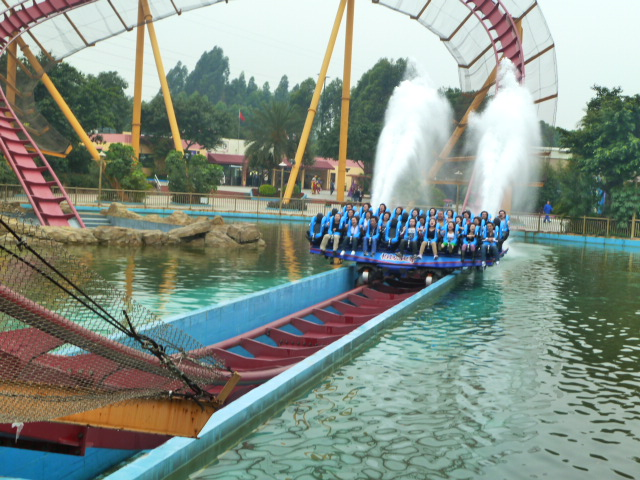
Dive Coaster
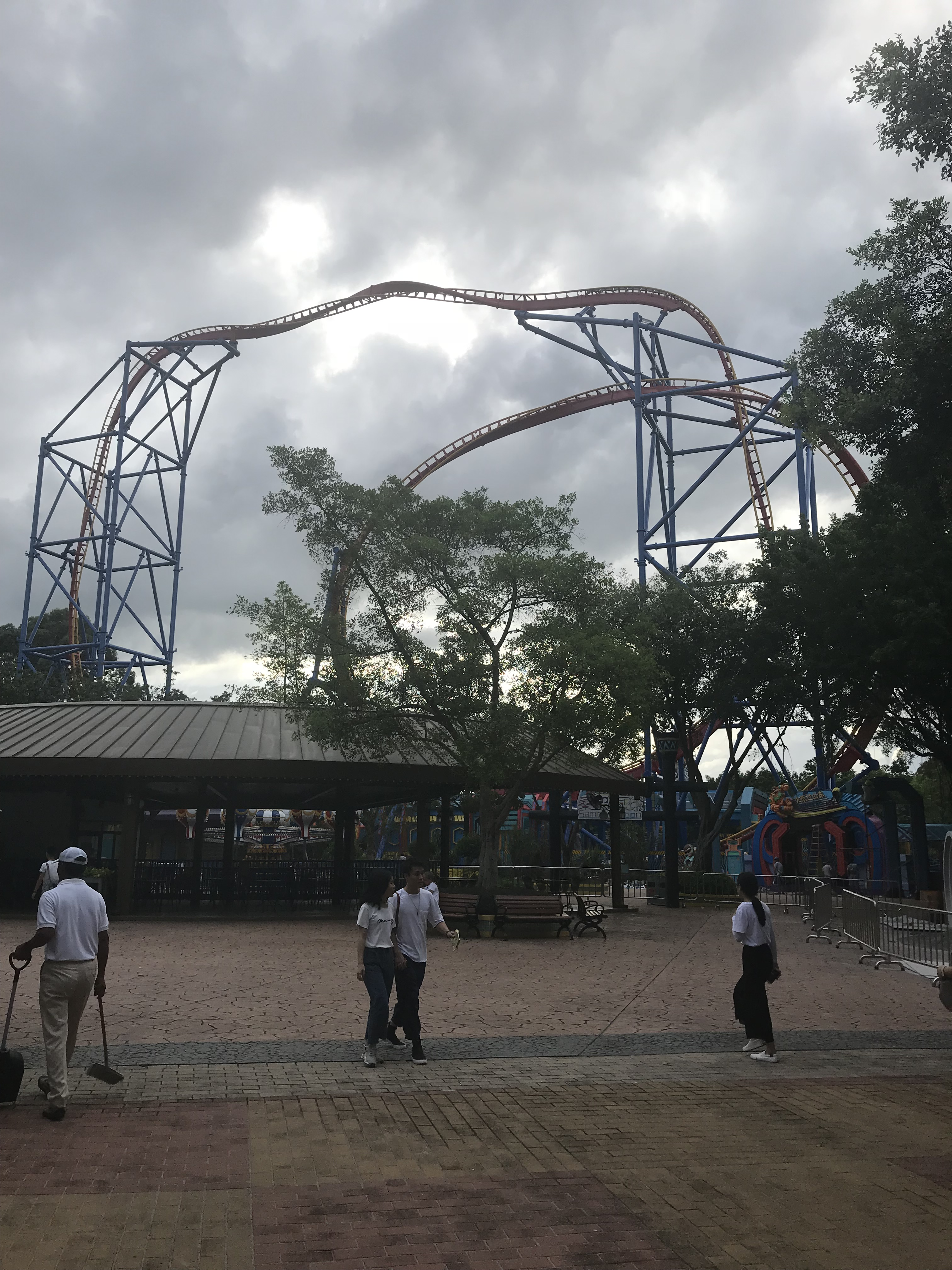
Sky Rocket
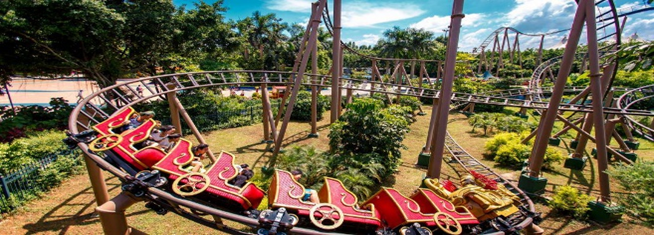
Young Star Coaster

### Autres attractions

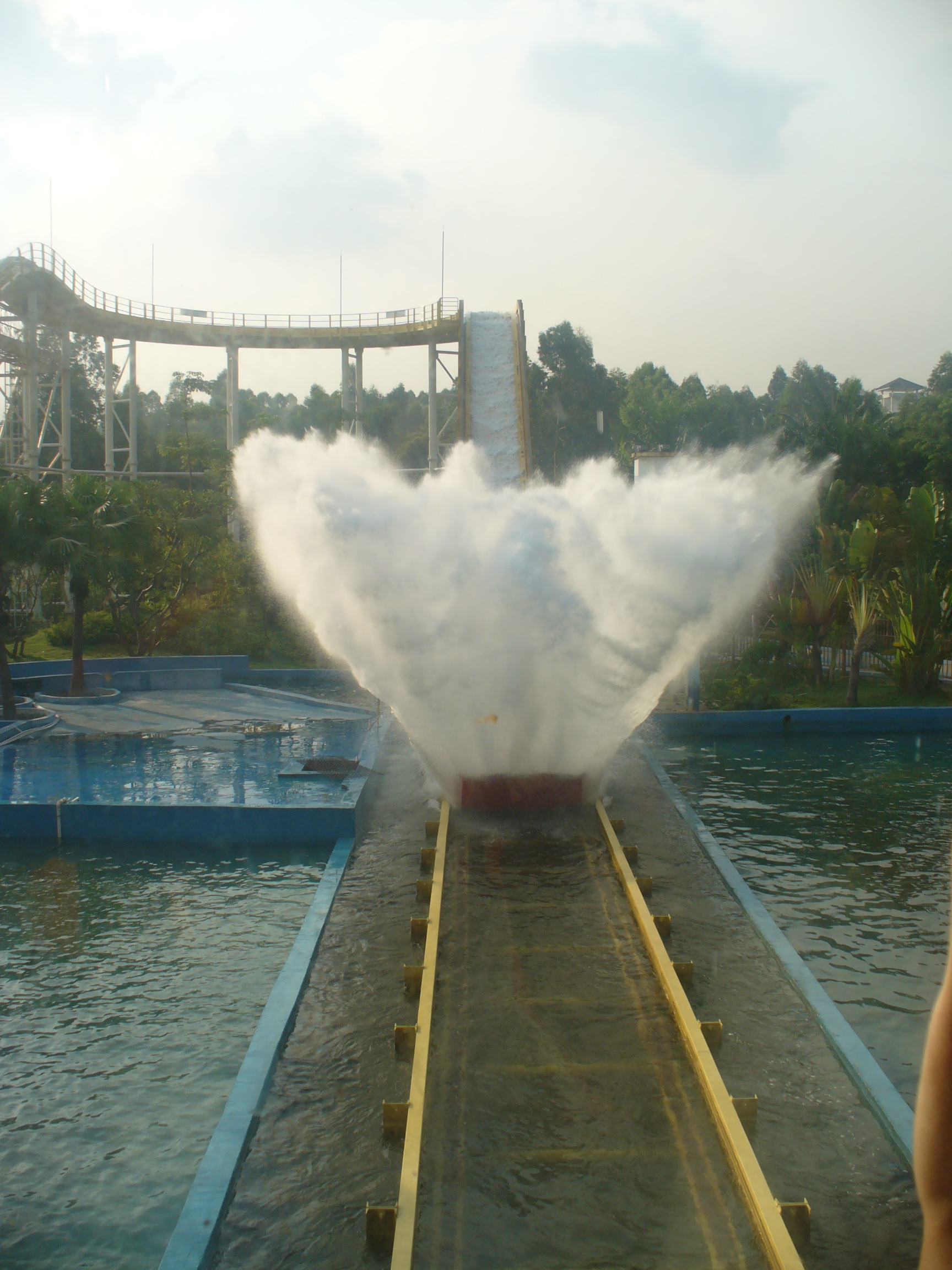
Shoot the Chute

- Shoot the Chute – Shoot the Chute de Golden Horse

### Anciennes attractions
| Nom de l'attraction      | Type                                               | Constructeur | Années    |
| ------------------------ | -------------------------------------------------- | ------------ | --------- |
| Family Gravity Coaster   | Montagnes russes junior                            | Zamperla     | 2006-2011 |
| Half Pipe                | Montagnes russes navette lancées Half Pipe Coaster | Intamin      | 2006      |
| Motorbike Launch Coaster | Montagnes russes de motos lancées                  | Vekoma       | 2006-2023 |
| Twister Coaster          | Wild Mouse                                         | Golden Horse | 2006-2010 |

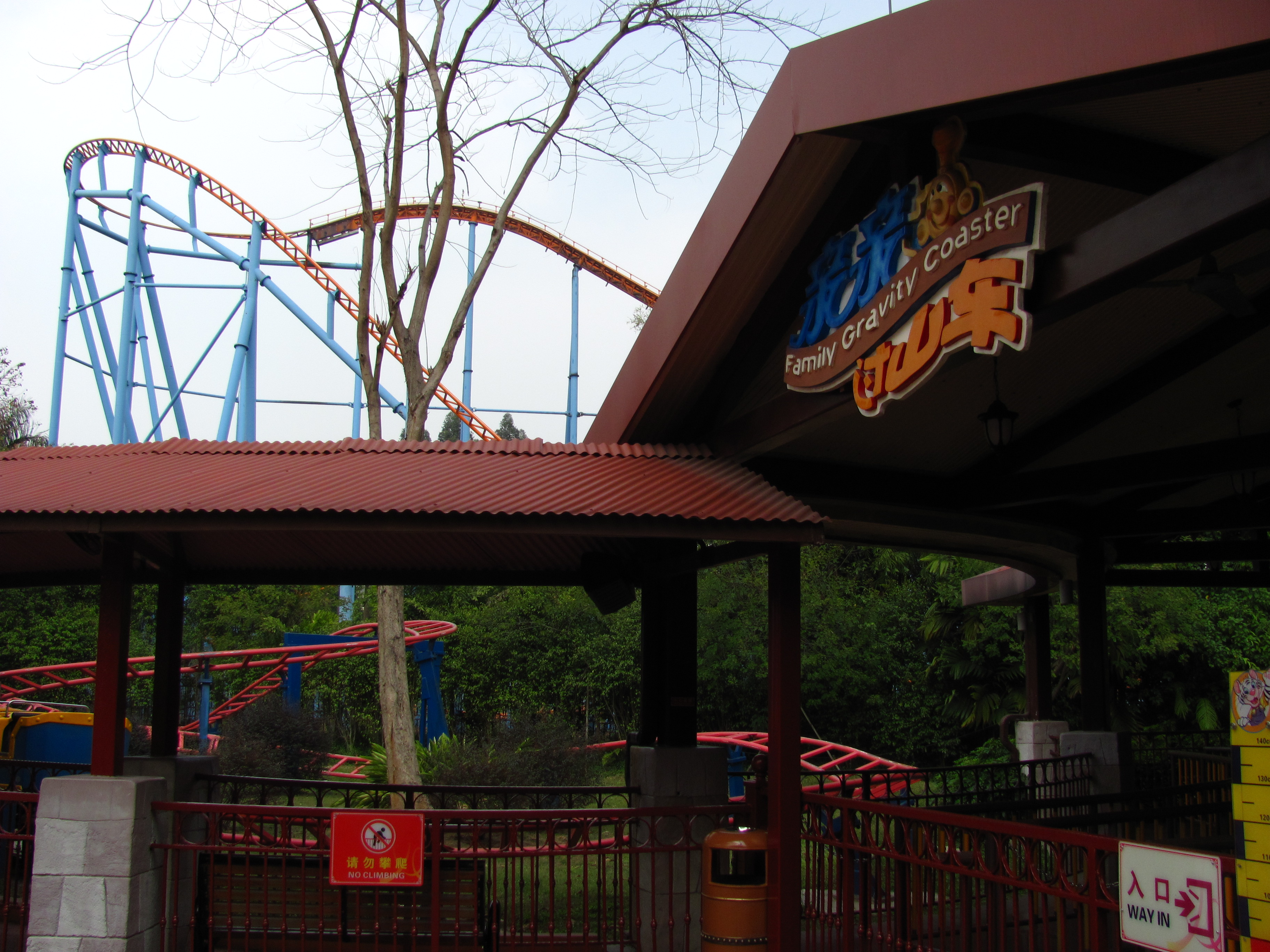
Family Gravity Coaster
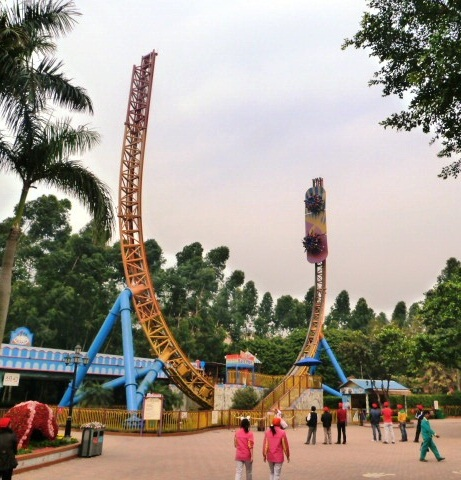
Half Pipe
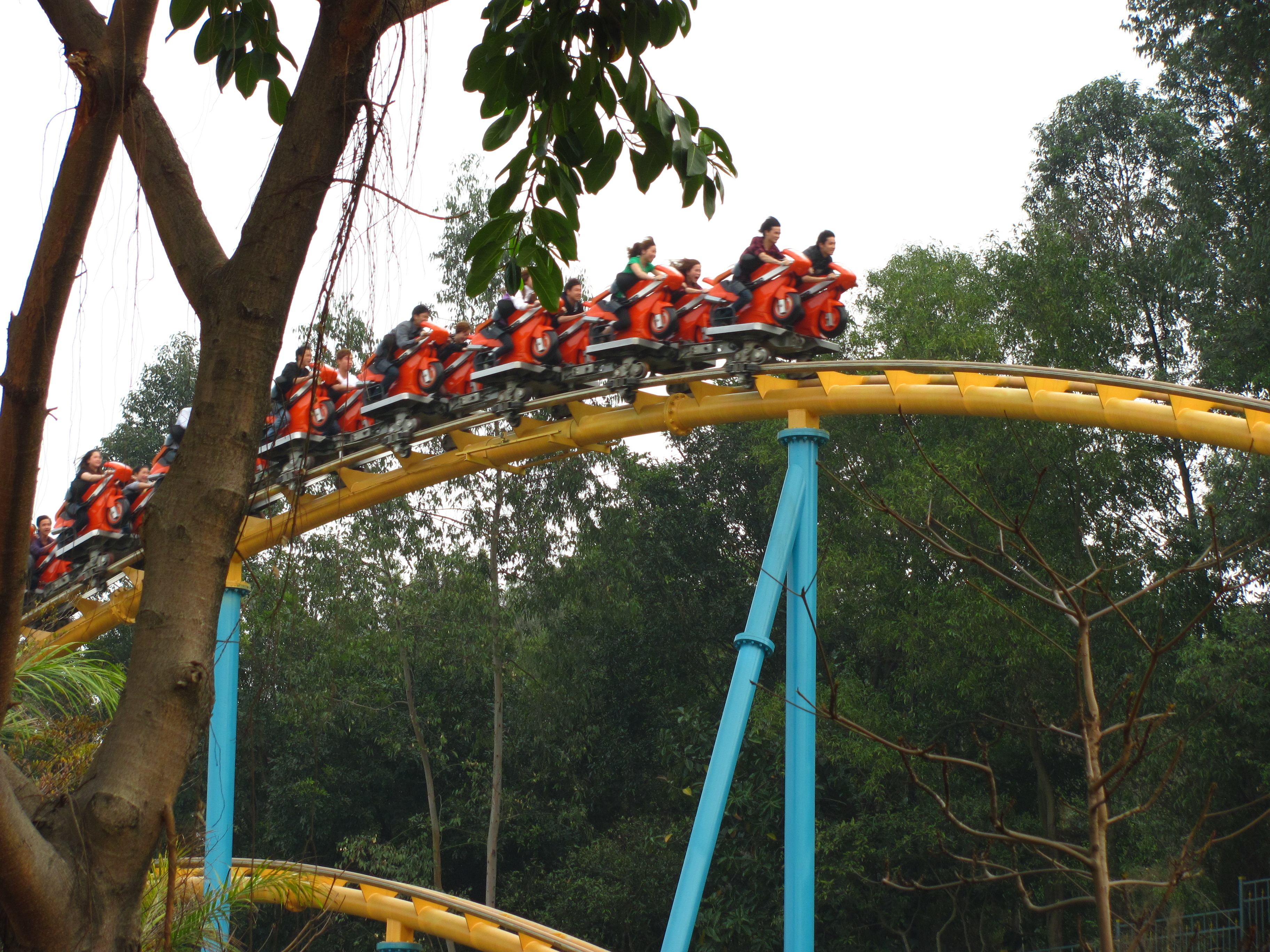
Motorbike Launch Coaster
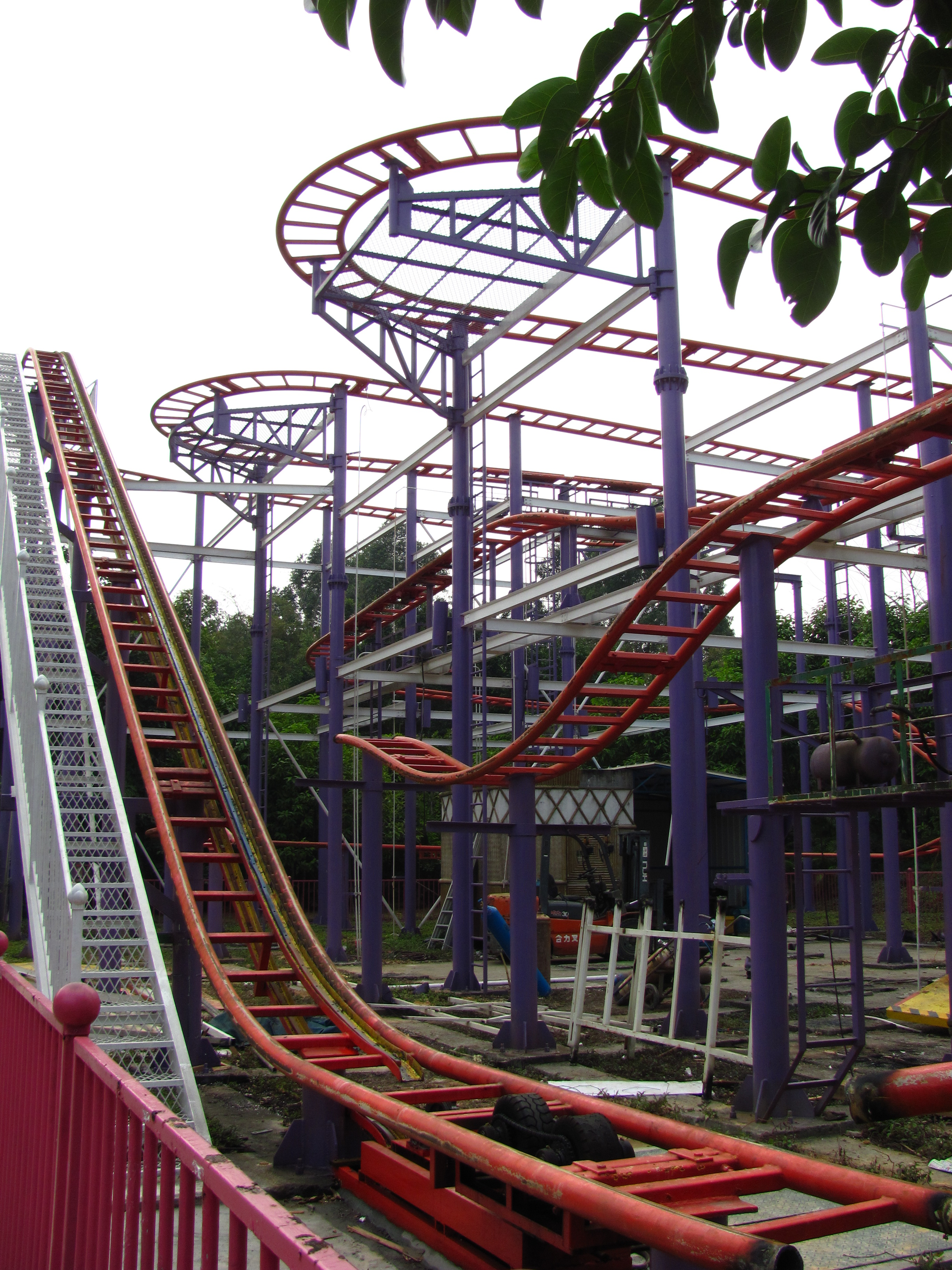
Twister Coaster